# Côm hoa nhiều
Côm hoa nhiều hay còn gọi côm trâu (danh pháp khoa học: Elaeocarpus floribundus) là một loài thực vật có hoa trong họ Côm. Loài này được Blume mô tả khoa học đầu tiên năm 1825.

## Hình ảnh

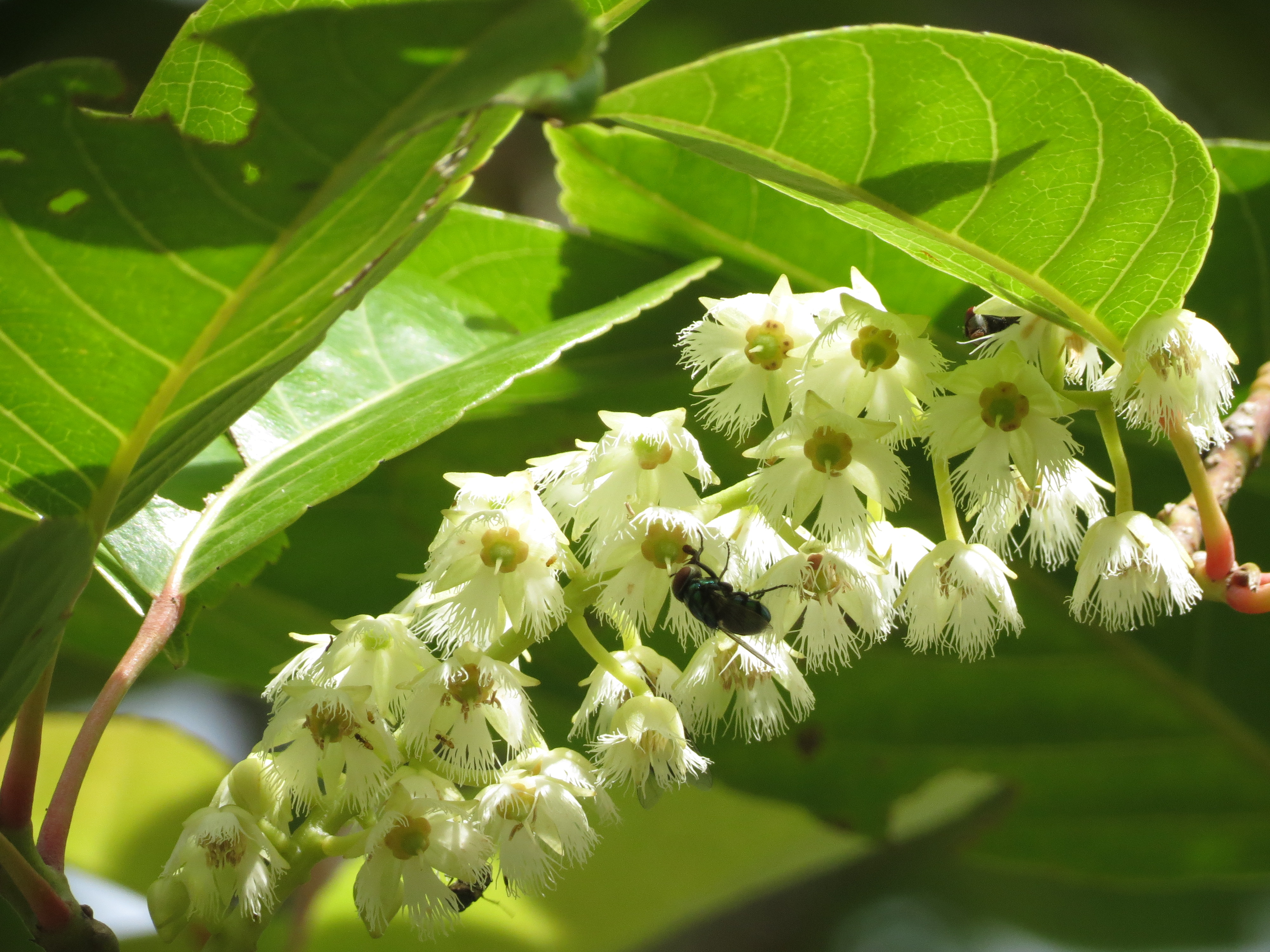
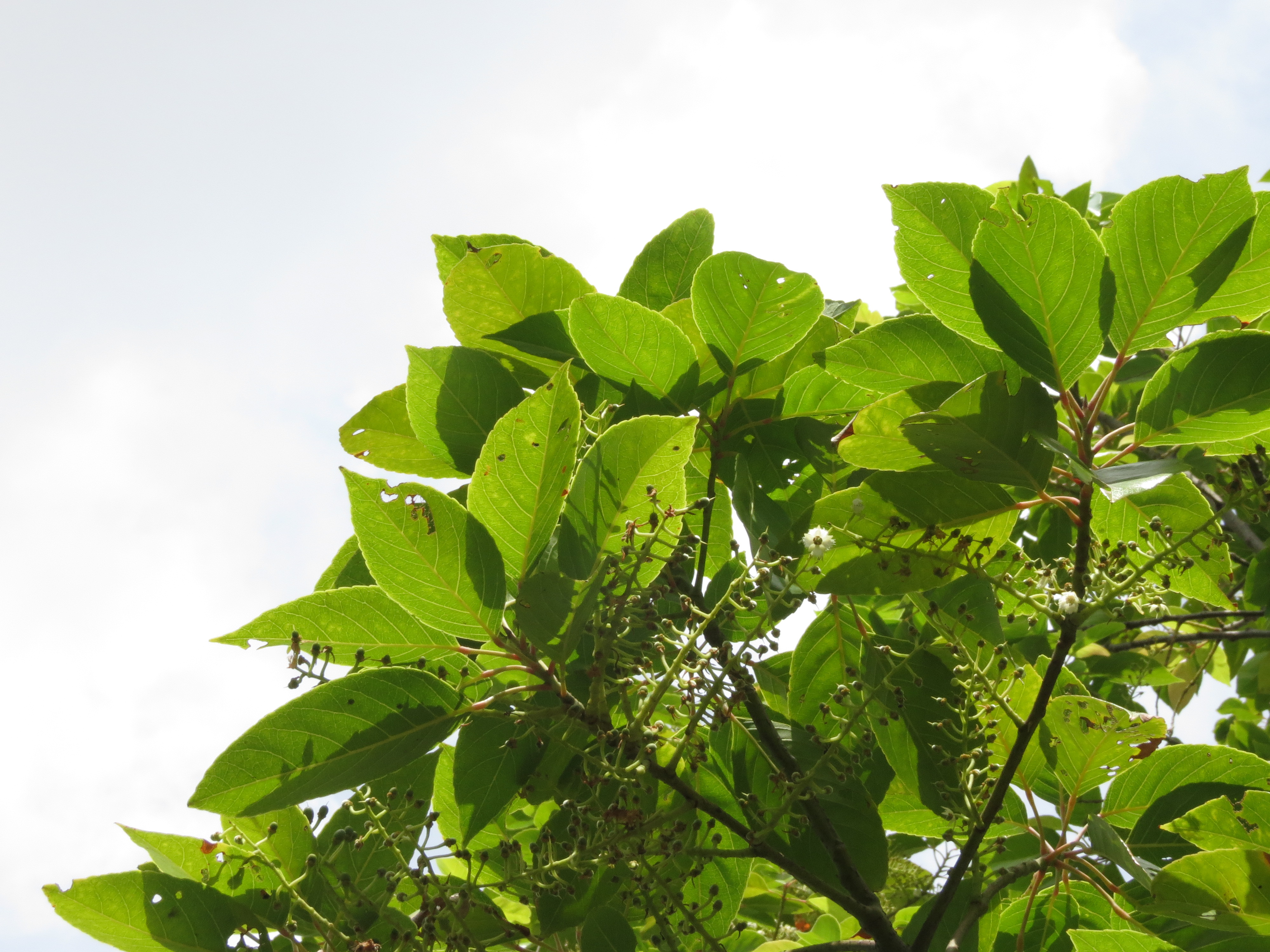
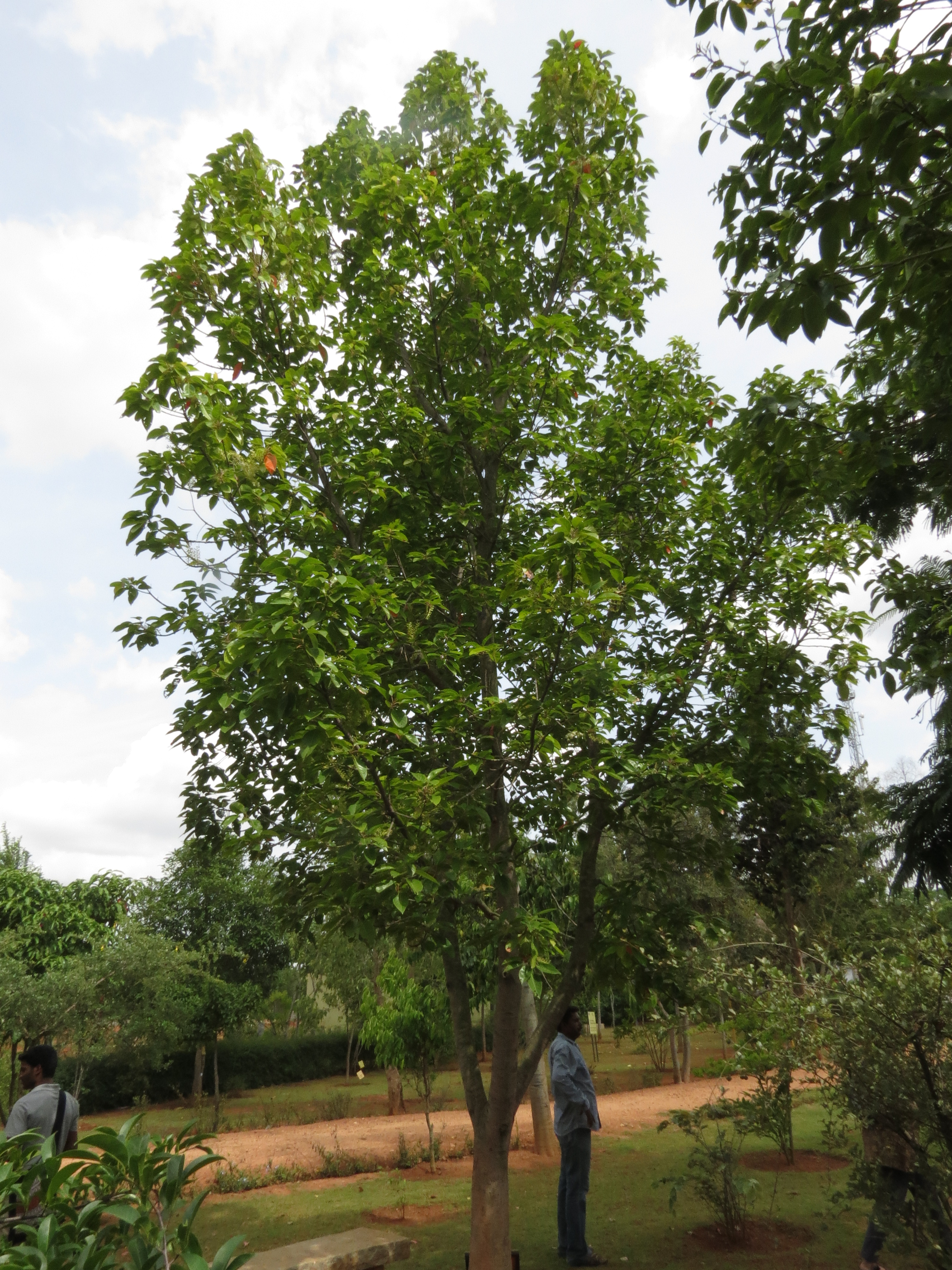